# استاد تيرنر
إستاد تيرنر (بالعبرية: אצטדיון טרנר)  المعروف أيضًا باسم "ترنر" (واسمه الكامل "إستاد تونو بئر السبع، على اسم يعقوب تيرنر")، هو ملعب كرة قدم يقع في القسم الشمالي من مدينة بئر السبع، ويُستخدم بالأساس من قبل فريق هبوعيل بئر السبع، وقد جاء بديلًا عن ملعب فسرميل القديم. بُنيَ الملعب بتكلفة تزيد عن 220 مليون شيكل، ويتسع لـ16,126 مقعدًا. سُمي الملعب بهذا الاسم نسبة إلى يعقوب تيرنر، رئيس بلدية بئر السبع السابق. وحول الاستاد توجد حوالي 2,600 موقف للسيارات. وإلى جانب استضافة مباريات هبوعيل بئر السبع، يستضيف الملعب أحيانًا أيضًا مباريات دولية لمنتخب إسرائيل. تبلغ سعة الملعب 16,126 مقعد، وقد افتتح في الأدوار الأولى لموسم 2016/2015.

## التاريخ

### بناء الاستاد
الملعب البلدي هو جزء من مجمع الرياضة الواقع في شمال المدينة، وهو يشمل أيضًا قاعة "المَحارَة" (بالعبرية: אולם הקונכייה "أولام هَكُنْخِياه")، وهي صالة رياضية متعدِّدة الأغراض تتسع لـ3,000 مقعد، وحوض سباحة شبه أولمبي قيد التخطيط، ومجمع تدريبات يُدعى على اسم "فسرميل"، تخليدًا لذكرى الطفل آرثور فسرميل الذي قُتل خلال المحرقة.
إلى جانب الدعم من مجلس تنظيم المراهنات في الرياضة، جاء التمويل الرئيسي لبناء الاستاد من بيع أرض "ملعب فسرميل".
قرّر مجلس بلدية بئر السبع أن يُطلق على على مجمع الرياضة الذي يُقام في شمال المدينة اسم رئيس البلدية السابق، يعقوب تيرنر. كما قرّر مجلس تنظيم المراهنات في الرياضة (توتو) أن يُطلق على الاستاد الذي يُبنى ضمن المجمع اسم "إستاد توتو بئر السبع على اسم يعقوب تيرنر". وقد تقرر أيضًا في المجلس إبراز اسم يعقوب تيرنر للعيان بشكلٍ واضح، ووضعه في أماكن مختلفة داخل الاستاد.

### افتتاح الملعب
كان من المقرر افتتاح الاستاد قبيل موسم 2016/2015 من دوري الدرجة العليا لكرة القدم، إلا أن افتتاحه تأخَّر قليلًا حتى المباراة الرابعة من الموسم، وخلال هذه الفترة استضاف فريق هبوعيل بئر السبع مبارياته البيتية في استاد تيدي في القدس.  جرى افتتاح الملعب لأول مرة في 16 سبتمبر 2015 بحضور نحو 4,000 من مشجعي هبوعيل بئر السبع الذين شاهدوا تدريبًا استعراضيًا علنيًا للفريق.
أُقيمت أول مباراة رسمية على أرض الملعب في 21 سبتمبر 2015 ضد فريق مكابي حيفا، وانتهت بالتعادل 0–0، وسبق المباراة حفل تدشين ووضع مزوزاه (عُضادة الباب المقدسة عند اليهود) بحضور رئيس البلدية. سجل المهاجم أنطوني نواكايمي أول هدف في تاريخ الملعب، وذلك في 3 أكتوبر، خلال الفوز 5–2 على مكابي بيتح تيكفا.
حتى مباراة التصفيات ضد مكابي تل أبيب في موسم 2018/2017، لم يخسر فريق هبوعيل بئر السبع أي مباراة دوري في الملعب (رقم قياسي بلغ 56 مباراة).
هداف الملعب هو بن ساهار.
في 14 أكتوبر 2018، استضاف الاستاد لأول مرة منتخب إسرائيل لكرة القدم في مباراة ضد منتخب ألبانيا لكرة القدم ضمن دوري الأمم الأوروبية، بحضور 14,950 متفرجًا، وانتهت المباراة بفوز منتخب إسرائيل بنتيجة 2–0.

### أضرار في السقف
في 17 يونيو 2020، اكتشفت أضرار في سقف الملعب، ممَّا أدَّى إلى إغلاقه مؤقتًا. وقد استضاف فريق هبوعيل بئر السبع ما تبقى من مباريات الدوري لموسم 2018/2020 في استاد "هَي" في أشدود.
في 2 أغسطس 2020، أعلن رئيس بلدية بئر السبع، روبيك دانيلوفيتش، أن العيوب المكتشفة في السقف خطيرة، وبناءً على ذلك تمّ اعتبار الاستاد مبنى خطيرًا للجمهور. نتيجة لذلك، استضاف فريق هبوعيل بئر السبع مبارياته في بداية موسم 2022/2020 في استاد تيدي.
في البداية تقرر إزالة سقف الملعب بالكامل، ولكن في وقت لاحق تقرر ترميم السقف القائم بدلًا من ذلك.
في 25 يناير 2021، عاد فريق هبوعيل بئر السبع لاستضافة مبارياته في الاستاد، بينما استمرت أعمال الترميم بالتوازي مع إقامة المباريات. وقد اكتملت الأعمال بتكلفة تجاوزت 51 مليون شيكل في نهاية عام 2021.

## مدرجات الملعب
يضم استاد ترنر 16,126 مقعدًا موزعين على أربعة مدرجات:
المدرج الغربي (بوابات 1–2 و11): يحتوي على 4,651 مقعدًا. يشمل المدرج: مقصورات شرف، مقصورات لكبار الشخصيات (VIP)، مدرج الفضة، منصة الصحفيين، مدرج لذوي الاحتياجات الخاصة، كما يضم المدرج منطقة تشمل مطعمًا ومخرجًا خاصًا إلى موقف سيارات خاص.
المدرج الجنوبي (بوابات 3–4): يحتوي على 3,210 مقاعد. خلال مباريات هبوعيل بئر السبع، يحتل هذا المدرج رابطة مشجعي الفريق "UltraSouth"، ويُعد مركز التشجيع الرئيسي خلال المباريات.
المدرج الشرقي (بوابات 5–8): يتسع لـ5,055 مشجعًا، ويضم أيضًا مدرجًا لذوي الاحتياجات الخاصة.
المدرج الشمالي (بوابات 9–10): يحتوي على 3,210 مقاعد. خلال مباريات هبوعيل بئر السبع، يُخصص جزء من هذا المدرج لمشجعي الفريق الضيف، مع وجود حاجز بينهم وبين جمهور الفريق المضيف لا يقل عن "كتلة" مقاعد واحدة.
تم بناء مجمّع الاستاد بتكلفة تقارب 250 مليون شيكل، ويُعد ثاني أكبر ملعب في إسرائيل من نوعه يحتوي على سقف يغطي جميع المدرجات. يحتوي الملعب على شاشتي LED ضخمتين، كل منهما بمساحة 60 مترًا مربعًا. كما يضم 32 مكبر صوت ضخم وعالي الجودة مُعلقًا بسقف المدرجات. الجزء الخارجي من الملعب ومدرجاته مزود بعشرات الكاميرات بنظام الدائرة المغلقة، وتتم مراقبتها عن بُعد من غرفة تحكم خاصة. في الملعب 8 أكشاك لبيع الطعام موزَّعة في بهو المدرجات، ومئات من دورات المياه لخدمة الجمهور.